# Abborrtjärnen (Mora socken, Dalarna, 676731-140262)
Abborrtjärnen är en sjö i Mora kommun i Dalarna och ingår i Dalälvens huvudavrinningsområde.